# Conan

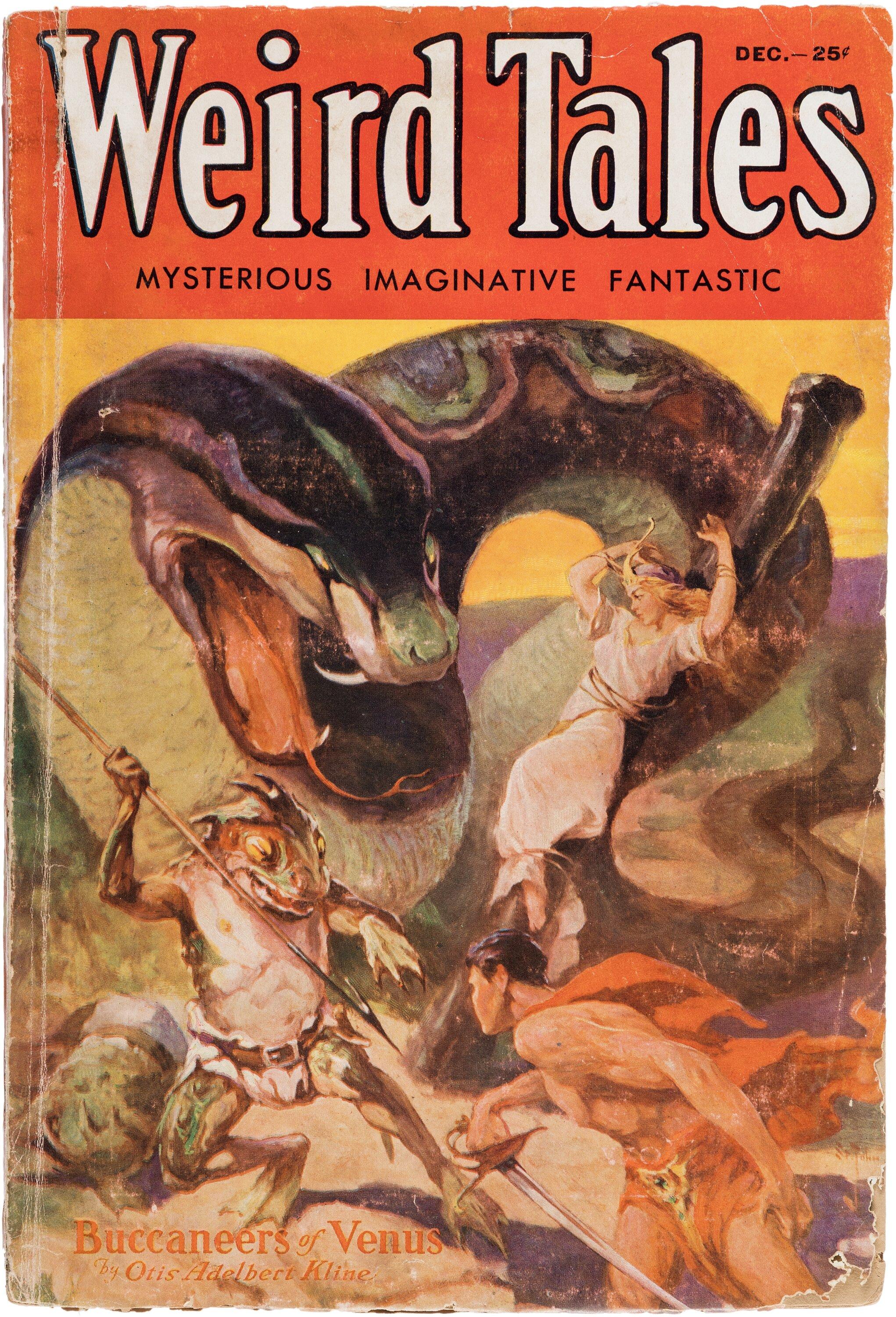
Capa da edição de dezembro de 1932 da revista pulp Weird Tales, na qual o primeiro conto de Conan, The Phoenix on the Sword, foi publicado. Ilustração de J. Allen St. John

Conan, o bárbaro (também conhecido como Conan, o cimério) é um herói fictício, pertencente à obras do sub-gênero de espada e feitiçaria, que se originou em revistas pulp e desde então foi adaptado para livros, histórias em quadrinhos, vários filmes (incluindo Conan the Barbarian e Conan the Destroyer), séries de televisão animadas e live-action, videogames, role-playing games e outras mídias. O personagem foi criado pelo escritor norte-americano Robert E. Howard em 1932 em uma série de histórias de fantasia publicadas na revista Weird Tales.

## Histórico
Conan, o Bárbaro, foi criado por Robert E. Howard em uma série de histórias de fantasia publicadas em Weird Tales, em 1932. Por meses, Howard estava em busca de um novo personagem para comercializar para as florescentes lojas de revistas pulps do início dos anos 1930. Em outubro de 1931, ele enviou o conto "People of the Dark" para a nova revista da Clayton Publications, "Strange Tales of Mystery and Terror" (junho de 1932). "People of the Dark" é uma história de lembranças de "vidas passadas", e em sua narrativa em primeira pessoa o protagonista descreve uma de suas encarnações anteriores; Conan é um herói bárbaro de cabelos negros que jura por uma divindade chamada Crom. Alguns estudiosos de Howard acreditam que Conan seja um precursor do personagem mais famoso.
Em fevereiro de 1932, Howard passou férias em uma cidade de fronteira no baixo Rio Grande. Durante esta viagem, ele ainda concebeu o personagem Conan e também escreveu o poema "Cimmeria", muito do qual ecoa passagens específicas de Vidas Paralelas de Plutarco. Segundo alguns estudiosos, a concepção de Howard de Conan e da Era Hiboriana pode ter se originado em The Outline of Mythology (1913), de Thomas Bulfinch, que inspirou Howard a "unir em um todo coerente suas aspirações literárias e os fortes elementos físicos autobiográficos subjacentes à criação de Conan".
Tendo digerido essas influências anteriores depois que ele retornou de sua viagem, Howard reescreveu uma história rejeitada: "By This Axe I Rule!" (maio de 1929), substituindo seu atual personagem Kull da Atlântida por seu novo herói, e renomeando-o como "The Phoenix on the Sword". Howard também escreveu  "The Frost-Giant's Daughter", inspirado no mito grego de Dafne, e enviou ambas as histórias para a revista Weird Tales. Embora  "The Frost-Giant's Daughter" tenha sido rejeitada, a revista aceitou The Phoenix on the Sword depois de receber o polimento solicitado.
"A Fênix na Espada" apareceu na edição de dezembro de 1932 do Weird Tales. O editor Farnsworth Wright solicitou a Howard que escrevesse uma redação de 8.000 palavras para uso pessoal detalhando "a Era Hiboriana", o cenário fictício de Conan. Usando este ensaio como sua diretriz, Howard começou a planejar "The Tower of the Elephant", uma nova história de Conan que foi a primeira a integrar verdadeiramente sua nova concepção do mundo hiboriano.
A publicação e o sucesso de "The Tower of the Elephant" levaram Howard a escrever muitas outras histórias de Conan para Weird Tales. Na época do suicídio de Howard em 1936, ele havia escrito 21 histórias completas, das quais 17 haviam sido publicadas, assim como vários fragmentos inacabados.
Após a morte de Howard, os direitos autorais das histórias de Conan passaram por várias mãos. Eventualmente, sob a orientação de L. Sprague de Camp e Lin Carter, as histórias foram editadas, revisadas e, às vezes, reescritas. Por aproximadamente 40 anos, as versões originais das histórias de Conan de Howard permaneceram fora de catálogo. Em 1977, a editora Berkley Books publicou três volumes usando a forma mais antiga publicada dos textos da Weird Tales, mas estes não conseguiram deslocar as versões editadas. Nos anos 80 e 90, os detentores dos direitos autorais da franquia Conan permitiram que as matérias de Howard se esgotassem inteiramente, continuando a vender obras de Conan de outros autores.
Em 2000, a editora britânica Gollancz Science Fiction publicou uma edição completa de dois volumes das histórias de Conan, de Howard, como parte do selo Fantasy Masterworks, que incluía várias histórias que nunca haviam sido impressas em sua forma original. A edição de Gollancz usou principalmente as versões das histórias publicadas em Weird Tales.
Os dois volumes foram combinados e as histórias recorreram em ordem cronológica como As Crônicas Completas de Conan: Edição Centenária (Gollancz Science Fiction, 2006; editado e com um Posfácio de Steve Jones).
Em 2003, outra editora britânica, Wandering Star Books, fez um esforço para restaurar os manuscritos originais de Howard e fornecer uma visão mais erudita e histórica das histórias de Conan. Publicou edições de capa dura na Inglaterra, que foram republicadas nos Estados Unidos pela editora Del Rey da Ballantine Books. O primeiro livro, Conan of Cimmeria: Volume One (1932-1933) (2003; publicado nos EUA como The Coming of Conan, the Cimmerian) inclui as anotações de Howard em seu cenário fictício, bem como cartas e poemas sobre a gênese de suas idéias. Isto foi seguido por Conan of Cimmeria: Volume Two (1934) (2004; publicado nos EUA como AThe Bloody Crown of Conan) e Conan of Cimmeria: Volume Three (1935-1936) (2005; publicado nos EUA como The Conquering Sword Conan). Esses três volumes combinados incluem todas as histórias originais e não editadas de Conan.

## Cenário
As várias histórias de Conan, o Bárbaro, ocorrem na pseudo-histórica "Era Hiboriana", ambientada após a destruição da mítica cidade perdida de Atlântida e antes do surgimento de qualquer civilização antiga conhecida. Esta é uma época específica em uma linha do tempo fictícia criada por Howard para muitos dos contos de baixa fantasia de seu universo fictício lendário.
As razões por trás da invenção da Era Hiboriana foram talvez comerciais: Howard tinha um amor intenso por história e dramas históricos; no entanto, ao mesmo tempo, ele reconheceu as dificuldades e o demorado trabalho de pesquisa necessário para manter a exatidão histórica - e, além disso, as bibliotecas mal-abastecidas na parte rural do Texas onde Howard morava simplesmente não tinham o material necessário para tal pesquisa histórica. Ao conceber um cenário atemporal - "uma era desaparecida" - e escolhendo cuidadosamente nomes que se assemelhavam à história humana, Howard evitou astutamente o problema dos anacronismos históricos e sua necessidade de longa exposição.
De acordo com "The Phoenix on the Sword", as aventuras de Conan acontecem "Entre os anos em que os oceanos beberam a Atlântida e as cidades reluzentes, e os anos da ascensão dos Filhos de Aryas."

## Biografia
Nascido em um campo de batalhas e filho de um ferreiro de aldeia, aos quinze anos ele participa do bem-sucedido cerco à fortificação aquiloniana de Venarium, a qual foi construída em território da Ciméria. Logo após, entre os quinze ou dezesseis anos, deixa voluntariamente sua tribo e começa a vagar pelo mundo, tendo lutado ao lado dos loiros aesires (de Aesgaard, região que geograficamente corresponderia hoje à Escandinávia), sendo, posteriormente, escravizado pelos hiperbóreos. Escapando, atuou como saqueador, mercenário e pirata, sendo esta fase uma de suas mais marcantes devido a seu grande amor, a morena Bêlit, mais conhecida como a Rainha da Costa Negra, uma pirata shemita que comandava corsários negros e que veio a falecer nas mãos do último sobrevivente de uma raça milenar. Durante sua vida enfrentou guerreiros, feiticeiros, monstros, vampiros, demônios, lobisomens e até mesmo criaturas dimensionais.
Após inúmeras aventuras, aos quarenta anos, Conan, após uma guerra civil, estrangula o cruel tirano Numedides em seu trono, conseguindo se tornar rei da Aquilônia, que, junto com a culta Nemédia, constituíram as mais altivas e poderosas nações hiborianas. Após algumas tentativas de deposição, ele teria se casado com a cortesã Zenóbia e tido filhos com a mesma. Depois de cerca de trinta anos no poder, com cerca de sessenta e oito anos, Conan teria deixado o reino para seu filho mais velho, Conn, e partido para o enigmático Oeste, onde, após uma contenda nas misteriosas Ilhas de Antillia, remanescentes da desaparecida Atlântida, teria rumado com velhos companheiros de seus tempos de pirata ao obscuro continente de Mayapan, sendo que até aqui constam suas crônicas.
Em uma carta para o fã P. Schuyler Miller, Robert E. Howard menciona a visita de Conan ao continente localizado no extremo oeste do mundo, o que pode ter inspirado L. Sprague DeCamp a escrever o romance Conan das Ilhas, que narra justamente esta viagem.

## Cronologia
Na intenção de criar uma linha temporal coerente nas histórias de Conan, vários autores têm publicado numerosos livros desde os anos 1930. Em 1936, A Probable Outline of Conan's Career foi o primeiro esforço por ordenar suas aventuras por parte de P. Schuyler Miller e John D. Clark. Howard manteve correspondência com Miller antes de sua morte sobre alguns projetos, e dois anos mais tarde se publicou em The Hyborian Age. A referida cronologia foi revisada posteriormente por Clark e L. Sprague de Camp em An Informal Biography of Conan the Cimmerian (1952). A Conan Chronology by Robert Jordan (1987) foi outra nova cronologia escrita por Robert Jordan e inclui todo o material até esta data. Outros aficionados como William Galen Gray, Joe Marek, Dale Rippke, Javier Martín Lalanda, Jim Neal, Manuel Barrero, Fernando Neeser de Aragão e Francisco Calderón também têm realizado estudos sobre a cronologia do cimério.

## Influências
Howard freqüentemente se correspondia por cartas com o também escritor norte-americano H. P. Lovecraft, e os dois às vezes inseriam referências ou elementos das configurações um do outro em seus trabalhos. Editores posteriores retrabalharam muitas das histórias originais de Conan por Howard, diluindo assim essa conexão. No entanto, muitas das histórias não editadas de Howard sobre Conan são, indiscutivelmente, parte do Mito de Cthulhu. Além disso, muitas das histórias de Conan por Howard, de Camp e Carter usaram nomes de lugares geográficos do " Hyperborean Cycle" de Clark Ashton Smith.

## Histórias de Conan escritas por Howard

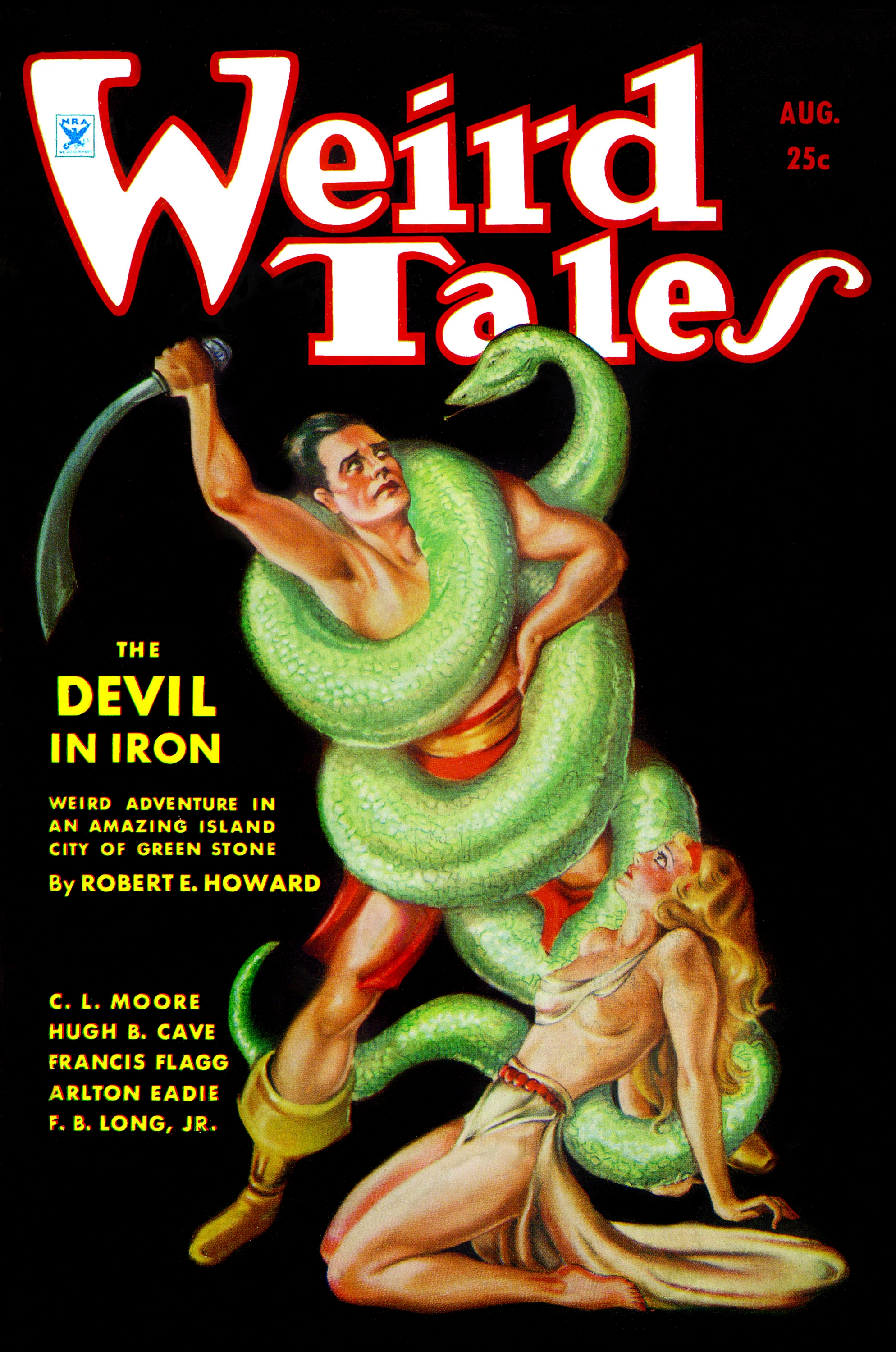
Capa da revista Weird Tales (Agosto de 1934) com o conto The Devil in Iron, de Robert E. Howard.

Quando aparecer o título em língua portuguesa é este a tradução adotada pela publicação da Editora Conrad, apenas no caso do conto "O Povo do Círculo Negro" é que se recorreu a outra editora, haja vista que foi a única que o traduziu.

### Histórias de Conan publicadas naWeird Tales
1. A Fênix na Espada (The Phoenix on the Sword, Dezembro de 1932)
2. A Cidadela Escarlate (The Scarlet Citadel, Janeiro de 1933)
3. A Torre do Elefante (The Tower of the Elephant, Março de 1933)
4. A Libertação de Thugra Khotan (Black Colossus, Junho de 1933)
5. A Sombra no Palácio da Morte (The Slithering Shadow, Setembro de 1933)
6. O Poço Macabro (The Pool of the Black One, Outubro de 1933)
7. Vingança (Rogues in the House, Janeiro de 1934)
8. Sombras de Ferro sobre a Lua (Iron Shadows in the Moon, Abril de 1934)
9. A Rainha da Costa Negra (Queen of the Black Coast, Maio de 1934)
10. As Muitas Faces da Morte (The Devil in Iron, Agosto de 1934)
11. Os Profetas do Círculo Negro (The People of the Black Circle, Setembro de 1934)
12. A Maldição da Lua Crescente (A Witch Shall Be Born, Dezembro de 1934)
13. As Jóias de Gwahlur (Jewels of Gwahlur, Março de 1935)
14. A Fronteira do Fim do Mundo(Beyond the Black River, Maio de 1935)
15. As Negras Noites de Zamboula (Shadows in Zamboula, Novembro de 1935)
16. A Hora do Dragão (The Hour of the Dragon, Dezembro de 1935)
17. A Cidadela dos Condenados (Red Nails, Julho de 1936)

### Histórias de Conan publicadas na revistaFantasy Fan
- A Filha do Gigante do Gelo (Gods of North, Março de 1934) - renomeada para The Frost Giant's Daughter e republicada em The Coming of Conan em 1953, sendo este o seu título mais famoso

### Outras histórias de Conan publicadas após a morte do autor
- O Deus na Urna (The God in the Bowl, em Space Science Fiction, Setembro de 1952)
- Sem tradução ("The Black Stranger", em Fantasy Magazine, Fevereiro de 1953)
- O Vale das Mulheres Perdidas (The Vale of Lost Women, em The Magazine of Horror, Primavera - hemisfério norte - de 1967)

### Histórias inacabadas de Conan
- Sem tradução (Drums of Tombalku, fragmento publicado em Conan the Adventurer, 1966)
- Sem tradução (The Hall of the Dead, sinopse publicada em The Magazine of Fantasy and Science Fiction, Fevereiro de 1967)
- Sem tradução (The Hand of Nergal, fragmento publicado em Conan, 1967)
- Sem tradução (The Snout in the Dark, fragmento publicado em Conan of Cimmeria, 1969)
- Há também várias sinopses de histórias de Conan sem título.

### Outros materiais relativos a Conan escritos por Howard
- Sem tradução (Wolves Beyond the Border, fragmento. Publicada em 1967 em Conan the Usurper) — Uma história passada na Era Hiboriana, mas não sobre Conan.
- A Era Hiboriana (The Hyborian Age, ensaio de 1932, publicado em 1938 em The Hyborian Age)
- Ciméria (Cimmeria, poema de 1932, publicado em 1965 em The Howard Collector)

## Publicações de contos de Conan no Brasil

Poster do filme "Conan, o Bárbaro" de agosto de 2011.

Também teve suas histórias publicadas no formato original de conto nas seguintes publicações:
- Revista Planeta #7, Editora Três, Março de 1973. Foi publicada a história "The Phoenix on the Sword", traduzida como "A Fênix sobre a Espada". A tradução deixou a desejar ("Stygia", por exemplo, é erroneamente traduzida como "Egito", ainda que haja alguma relação pseudohistórica). É, provavelmente, a primeira publicação de um conto de Conan no Brasil.
- Magos, Editora Melhoramentos, 1990.[11] Com 10 contos de autores diferentes, sendo o último "O Povo do Círculo Negro", de Robert Ervin Howard, estrelado por Conan.
- Coleção Conan Espada & Magia #1 a #5, Editora Unicórnio Azul, 1995. Traz diversos contos de Conan, tanto originais de Howard como de outros autores.
- Pregos Vermelhos, Editora Newton Compton, 1996. A clássica história de Robert Erwin Howard, lançada na coleção "Econômicos Newton".
- Conan, o Cimério, 2 volumes, Editora Conrad, 2006.[10] Traz os contos originais de Howard na mesma ordem em que foram escritos, além de rascunhos e outras anotações do próprio criador do Bárbaro. Infelizmente, não foi mostrado todo o trabalho do autor e a editora já deixou claro que não serão publicados novos volumes.
- Conan, o Bárbaro, 1 volume, Generale, 2012. Traz o  "A Hora do Dragão" e os contos “Além do Rio Negro”, “As Negras Noites de Zamboula” e “Os Profetas do Círculo Negro”.[12]
- Conan, o Bárbaro, Editora Pipoca & Nanquim, 2017. Traz os contos na ordem original de publicação, com ilustrações de artistas como Mark Schultz, Gary Gianni e capas de Frank Frazetta.[13]
- Conan, o Bárbaro - Livro 2, Editora Pipoca & Nanquim, 2018. Volume 2 da trilogia da editora, traz mais contos na ordem original de publicação, com ilustrações de artistas como Mark Schultz, Gary Gianni e capa de Frank Frazetta.[14]
- Conan, o Bárbaro - Livro 3, Editora Pipoca & Nanquim, 2019. Volume 3 da trilogia da editora, traz os últimos contos e novelas na ordem original de publicação, com ilustrações de artistas como Mark Schultz, Gary Gianni e capa de Frank Frazetta.[15]

## Direitos autorais
O nome de Conan e outros protagonistas das obras de Robert E. Howard foram reivindicados pela Paradox Entertainment de Estocolmo, na Suécia, através de sua subsidiária nos Estados Unidos. No entanto, ninguém renovou os direitos do autor e atualmente o status de todas as suas obras é desconhecido.
O site do Projeto Gutenberg australiano, que tem uma biblioteca de livros eletrônicos gratuitos de livros que já existem fisicamente, tem muitas histórias de autores, incluindo alguns de Conan. O site alega que, as histórias estão em domínio público e pode ser usado por qualquer pessoa, pelo menos sob a lei da Austrália que permite que, após 50 anos da morte do autor, os direitos entram em domínio público.
Em 2018, a editora francesa Glénat iniciou a publicação de graphic novels  baseadas em histórias originais de Howard que estão em domínio público, o mesmo é feito pela editora italiana Weird Book.
Em novembro de 2022, a editora italiana Panini publicará um crossover de Conan com série de fantasia Dragonero da Sergio Bonelli Editore com roteiro de Luca Enoch e Stefano Vietti, e com desenhos de Lorenzo Nuti.

## Outras mídias

### Histórias em quadrinhos
Conan é publicado regularmente em histórias em quadrinhos desde de 1970, contudo, antes disso, entre 1952 e 1966, teve quadrinhos não-oficiais publicados no México. As duas principais editoras de quadrinhos de Conan foram a Marvel Comics e a Dark Horse Comics. A Marvel Comics lançou Conan the Barbarian (1970-1993) e a clássica Savage Sword of Conan (1974-1995). A Dark Horse lançou sua série Conan em 2003.
A Marvel Comics introduziu uma versão relativamente fiel de Conan the Barbarian em 1970, com a revista Conan the Barbarian, escrita por Roy Thomas e ilustrada por Barry Windsor-Smith. Smith foi sucedido pelo desenhista John Buscema, enquanto Thomas continuou escrevendo por muitos anos. Escritores posteriores incluíram J.M. DeMatteis, Bruce Jones, Michael Fleisher, Doug Moench, Jim Owsley, Alan Zelenetz, Chuck Dixon e Don Kraar. Em 1974, a série Conan the Barbarian gerou a revista Savage Sword of Conan, mais voltada para adultos,, escrita por Thomas com arte principalmente por Buscema ou Alfredo Alcala. Marvel também publicou várias graphic novels estrelando o personagem, e um manual com informações detalhadas sobre o mundo hiboriano.
As histórias da Marvel também foram adaptadas como uma tira de jornal, publicada diariamente e aos domingos de 4 de setembro de 1978 a 12 de abril de 1981. Originalmente escrita por Roy Thomas e ilustrada por John Buscema, a tira foi continuada por diversos artistas e escritores da Marvel.
A Dark Horse Comics começou sua adaptação da saga de Conan em 2003. Intitulada simplesmente Conan, a série foi escrita pela primeira vez por Kurt Busiek e ilustrada por Cary Nord. Tim Truman substituiu Busiek quando Busiek assinou um contrato exclusivo com a DC Comics; no entanto, as edições de Busiek eram às vezes usados para preencher a publicação. Esta série é uma interpretação do material original de Conan por Robert E. Howard, sem qualquer ligação com os quadrinhos da Marvel anteriores ou qualquer história de Conan não escrita ou imaginada por Howard complementada por material totalmente original.
Uma segunda série, Conan the Cimmerian foi lançada em 2008 por Tim Truman (escritor) e Tomás Giorello (desenhista). A série teve vinte e seis edições, incluindo uma introdução "zero".
A terceira série da Dark Horse, Conan: Road of Kings, começou em dezembro de 2010 por Roy Thomas (escritor) e Mike Hawthorne (desenhista) e teve  doze edições.
Uma quarta série, Conan the Barbarian, começou em fevereiro de 2012 por Brian Wood (escritor) e Becky Cloonan (desenhista). Teve vinte e cinco edições e expandiu-se para a Rainha da Costa Negra, de Robert E. Howard.
Uma quinta série, Conan the Avenger, começou em abril de 2014 por Fred Van Lente (escritor) e Brian Ching (desenhista). Teve vinte e cinco edições, e expandiu-se em "The Snout in the Dark" e "A Witch Shall Be Born" de Robert E. Howard.
A sexta série da Dark Horse, Conan the Slayer, começou em julho de 2016 por Cullen Bunn (escritor) e Sergio Dávila (desenhista).
Em 2018, a Marvel readquiriu os direitos e iniciou novas versões de Conan the Barbarian e Savage Sword of Conan, em janeiro/fevereiro de 2019.

### Filmes

#### Conan the Barbarian (1982) e Conan the Destroyer (1984)
O primeiro projeto cinematográfico de Conan foi planejado por Edward Summer. Summer imaginou uma série de filmes de Conan, muito parecidos com a franquia de James Bond. Ele delineou seis histórias para esta série de filmes, mas nenhuma foi feita. Um roteiro original de Summer e Roy Thomas foi escrito, mas nunca foi filmado. No entanto, o filme resultante, Conan the Barbarian (1982), foi uma combinação de idéias do diretor John Milius e tramas de histórias de Conan (escritas também pelos sucessores de Howard, notavelmente Lin Carter e L. Sprague de Camp). A adição do lema nietzschiano e a filosofia de vida de Conan foram cruciais para trazer o espírito da literatura de Howard para a tela.
O enredo de Conan the Barbarian (1982) começa com Conan sendo escravizado pelos invasores Vanir de Thulsa Doom, um senhor da guerra malévolo que é responsável pelo assassinato dos pais de Conan e pelo genocídio de seu povo. Mais tarde, Thulsa Doom se torna um líder de seita de uma religião que cultua Set, um Deus das Cobras. O vingativo Conan, o arqueiro Subotai e o ladrão Valeria partiram em uma missão para resgatar uma princesa mantida em cativeiro por Thulsa Doom. O filme foi dirigido por John Milius e produzido por Dino De Laurentiis. O personagem de Conan foi interpretado por Arnold Schwarzenegger.
Este filme foi seguido por uma sequência menos popular, Conan the Destroyer, em 1984. Esta sequência foi um filme de fantasia mais típico e foi ainda menos fiel às histórias de Conan de Howard, sendo apenas uma história picaresca de um grupo variado de aventureiros.
O terceiro filme da trilogia de Conan foi planejado para 1987, com o título de Conan, the Conqueror. O diretor seria Guy Hamilton ou John Guillermin. Como Arnold Schwarzenegger estava comprometido com o filme O Predador e o contrato de De Laurentiis com a estrela tinha expirado depois de sua obrigação com Red Sonja e Raw Deal, ele não estava disposto a negociar um novo contrato; Assim, o terceiro filme de Conan teve diversos problemas no desenvolvimento. O roteiro acabou se transformando em Kull the Conqueror.

#### Conan the Barbarian (2011)
Havia rumores no final dos anos 90 de outra continuação de Conan, uma história sobre um Conan mais velho intitulado King Conan: Crown of Iron, mas a eleição de Schwarzenegger em 2003 como governador da Califórnia terminou este projeto. A Warner Bros. passou sete anos tentando tirar o projeto do chão. No entanto, em junho de 2007, os direitos reverteram para a Paradox Entertainment, embora todos os rascunhos feitos sob a Warner permanecessem com ela. Em agosto de 2007, foi anunciado que a Millennium Films havia adquirido os direitos do projeto. A produção visava o início da primavera de 2006, com a intenção de ter histórias mais fiéis à criação de Robert E. Howard. Em junho de 2009, o Millennium contratou Marcus Nispel para dirigir. Em janeiro de 2010, Jason Momoa foi selecionado para o papel de Conan.  O filme foi lançado em agosto de 2011 e teve críticas negativas e resultados de bilheteria.

#### The Legend of Conan
Em 2012, os produtores Chris Morgan e Frederick Malmberg anunciaram planos para uma continuação de Conan the Barbarian de 1982, intitulado The Legend of Conan, com Arnold Schwarzenegger reprisando seu papel como Conan. Um ano depois, o Deadline.com informou que Andrea Berloff escreveria o roteiro. Anos se passaram desde o anúncio inicial, enquanto Schwarzenegger trabalhava em outros filmes, mas em 2016, Schwarzenegger afirmou seu entusiasmo em fazer o filme, dizendo: "O interesse é alto ... mas não estamos correndo". O roteiro estava terminado e Schwarzenegger e Morgan estavam se encontrando com possíveis diretores. Em abril de 2017, o produtor Chris Morgan afirmou que a Universal Studios havia abandonado o projeto, embora houvesse a possibilidade de um programa de TV. A história do filme deveria ser marcada 30 anos após o primeiro, com alguma inspiração de Unforgiven, de Clint Eastwood.

### Televisão
Houve três séries de televisão relacionadas com Conan:
- Conan the Adventurer - Uma série de animação produzida pela Jetlag Productions e pela Sunbow Productions que estreou em 1 de outubro de 1992, teve 64 episódios e terminou exatamente dois anos depois, em 1 de outubro de 1994. A série envolveu Conan perseguindo Homens-Serpentes pelo mundo em uma tentativa de libertar seus pais da prisão eterna como estátuas vivas.
- Conan and the Young Warriors - Uma série de animação que estreou em 1994 e teve 13 episódios. A DiC Entertainment produziu a série e a CBS transmitiu essa série como um spin-off da série animada anterior. Esta série ocorre após o final de Conan the Adventurer, com a vitória de Amon e a família de Conan deixando o estado de estátuas vivas. Conan logo descobre que a família de um de seus amigos está sendo transformada em lobos por uma feiticeira do mal e ele deve treinar três guerreiros para ajudá-lo a resgatá-los.

- Conan the Adventurer - Uma série live-action que estreou em 22 de setembro de 1997 e teve 22 episódios. Estrelada pelo fisiculturista alemão Ralf Möller como Conan e Danny Woodburn como seu parceiro Otli. O enredo era bem diferente da tradição Conan de Howard. Nesta adaptação, Conan é uma pessoa agradável e jovial. Também nesta versão, Conan não é um solitário, mas um membro de um grupo de alegre de aventureiros.
- Em fevereiro de 2018, o Deadline informou que uma nova série de TV da Conan estava em andamento na Amazon Prime com Ryan Condal, Miguel Sapochnik, Warren Littlefield, Pathfinder Media e Endeavor Content trabalhando no projeto.[38]

### Role-playing games
A primeira licença de Conan para role-playing game foi para a editora norte-americana TSR, Inc. em 1984. Como o jogo foi publicado em 1984, apareceu dois suplementos Dungeons & Dragons para ser jogado com o sistema de jogo edição intitulada Advanced Dungeons & Dragons: Conan Unchained! e Conan Against Darkness! No ano seguinte, o Conan Role-Playing Game da TSR, Inc. apareceu, com um sistema de jogo concebido por Jeff Grubb e adaptado para a ocasião por David "Zeb" Cook. Para este jogo foram publicados três suplementos: Conan the Buccaneer, Conan the Mercenary e Conan Triumphant. Anos mais tarde, em 2007, Mark Krawec, um membro da RPGnet RPG, removeu todo o material relacionado à propriedade intelectual de Conan e sua Era Hiboriana e publicou as regras do Conan Role-Playing Game em um retroclone gratuito sob o título de ZeFRS ("Zeb system for fantasy RPGs", literalmente: Sistema Zeb para RPGs de fantasia).
Em 1988, Steve Jackson Games, também obteve a licença para o sistema GURPS, com o qual lançou no mesmo ano uma aventura-solo intitulada GURPS Conan: Beyond Thunder River. não foi até o ano seguinte, em 1989, quando o editor publicou seu suplemento GURPS Conan. A editora britânica Mongoose Publishing também publicou o seu próprio RPG sob duas licenças, a Open Game License (para o sistema de jogo) e licença da Conan Properties International (para mídias de Conan e as obras de Howard). Esta é Conan: The Game Roleplaying, publicado pela Mongoose pela primeira vez em janeiro de 2004. Publicado no mesmo ano uma reedição intitulado o Atlante Edition) e 2007 publicou uma segunda edição.
Em 2010, depois de ter publicado numerosos suplementos para ambas as edições de Conan: The Roleplaying Game, a Mongoose Publishing abandonou a licençao. Isso foi retomado cinco anos depois, em 2015, por outra empresa britânica: a Modiphius Entertainment. No ano seguinte, depois de um financiamento coletivo através do site Kickstarter realizada com sucesso entre os meses de fevereiro e março de 2016.